# Multiplexität
Multiplexität (von lateinisch multiplex, „vielfältig“) bezeichnet in der Netzwerkforschung das gleichzeitige Auftreten verschiedener Beziehungsformen zwischen zwei Knoten (d. h. Personen oder Organisationen). Dies kann sich auf die Überlappung mehrerer Rollen, Austauschprozesse und/oder Zugehörigkeiten beziehen.
Dadurch liegen zwischen zwei Knoten innerhalb eines Netzwerkes unterschiedliche Grundlagen für die Interaktion vor. Bei der Analyse eines Netzwerkes gestaltet sich das Netzwerk je nach Auswahl einer bestimmten Beziehungsform entsprechend unterschiedlich.
Beispiele
Person A ist gleichzeitig
- Chef von Person B
- Vater von Person B

Organisation A
- kooperiert in der Forschung und Entwicklung mit Organisation B
- steht auf dem Markt im Wettbewerb mit Organisation B